# Hugo Hübner
Hugo Hübner (* 2. Februar 1882 in Mosbach; † 18. November 1938 ebenda) war ein deutscher Fabrikant und Flugzeugkonstrukteur.

## Leben
Hugo Hübner stammte aus der Familie, der auch die Mosbacher Brauerei gehörte. Er studierte Chemie in Karlsruhe und Berlin. 1907 schloss er sein Studium mit der Promotion ab. Danach begann er den Bau verschiedener Flugzeuge. Zunächst führte er seine Flugversuche in der näheren Umgebung seiner Heimatstadt durch. 1911 ging er dann nach Mannheim und baute dort einen Doppeldecker. Nach einem schweren Unfall flog er die von ihm gebauten Maschinen nicht mehr selbst, sondern ließ seine Entwürfe von Paul Senge testen. Im Lauf des Jahres 1912 baute er drei Eindecker sowie ein Wasserflugzeug, mit dem er sich am „Ersten Deutschen Wasserflugmaschinen-Wettbewerb“ in Heiligendamm an der Ostsee beteiligte. Im Winter 1912/13 gab er den kostspieligen Flugzeugbau nach Intervention seines Vaters auf. In den 1930er Jahren entwarf er nochmals zwei Segelflugzeuge.
Der letzte von Hübner 1912 in Mannheim gebaute Eindecker sowie der Doppeldecker „Mücke“ von 1935 befinden sich im Technikmuseum Sinsheim.